# HC Dukla Senica
HC Dukla Senica – słowacki klub hokejowy z siedzibą w Senicy.

## Dotychczasowe nazwy
- 1989 - VTJ Dukla Senica
- 1994 - HC Dukla Senica
- 1995 - HC Dukla Nafta Senica
- 1997 - HC Dukla Senica
- 2000 - HC Dukla Inpro Senica
- 2002 - HC Dukla Senica
- 2003 - HC Dukla KAV Hurban Senica
- 2004 - HC Dukla Senica

## Sukcesy
- Srebrny medal 1. ligi: 2002
- Brązowy medal 1. ligi: 2012